# Hasle (Luzern)
Hasle is een gemeente en plaats in het Zwitserse kanton Luzern en maakte deel uit van het district Entlebuch tot op 1 januari 2008 de districten van Luzern werden afgeschaft.
Hasle telt 1724 inwoners.

## Geboren
- Daniel Schnider (1973), wielrenner
- Esmée Böbner (1999), beachvolleyballer